# Bir al-Ama
Bir al-Ama (arab. ‏بئر الأعمى‎) – wieś w Syrii, w muhafazie Aleppo, w dystrykcie Ajn al-Arab. W 2004 roku liczyła 139 mieszkańców.